# 7-й цикл сонячної активності
7-й цикл сонячної активності — сьомий цикл сонячної активності від 1755 року, коли розпочався систематичний моніторинг кількості сонячних плям. Сонячний цикл тривав 10,5 року, від травня 1823 року до листопада 1833 року (таким чином, перекриваючись з мінімумом Дальтона). Максимальне протягом цього сонячного циклу значення числа Вольфа для кількості сонячних плям спостерігалося в листопаді 1829 року і становило 119,2, а початковий мінімум числа Вольфа становив 0,2.